# Bursa Büyükşehir Belediye Spor Kulübü 2022-2023 (pallavolo maschile)
Questa voce raccoglie le informazioni riguardanti il Bursa Büyükşehir Belediye Spor Kulübü nelle competizioni ufficiali della stagione 2022-2023.

## Stagione
Il Bursa Büyükşehir Belediye Spor Kulübü disputa la stagione 2022-23 senza alcuna denominazione sponsorizzata.
Partecipa per la quarta volta alla Efeler Ligi, dove ottiene un quinto posto in regular season, accedendo ai play-off per il quinto posto: dopo aver superato in semifinale il Cizre, viene sconfitto in finale dal Galatasaray. In Coppa di Turchia approda fino ai quarti di finale, sconfitto dall'Arkas.

## Organigramma societario
Area direttiva
- Presidente: Gökhan Dinçer

Area tecnica
- Allenatore: Bora Şensoy
- Allenatore in seconda: Cengiz Özşaker
- Scoutman: Mustafa Ak

## Rosa
| N° | Nome              | Ruolo | Data di nascita  | Nazionalità sportiva |
| -- | ----------------- | ----- | ---------------- | -------------------- |
| 1  | Halil Dolaşık     | P     | 10 aprile 1996   | Turchia              |
| 2  | Emre Fırat        | S     | 1º gennaio 1999  | Turchia              |
| 3  | Erenhan Can       | S     | 18 ottobre 1998  | Turchia              |
| 5  | Caner Ergül       | L     | 31 luglio 1994   | Turchia              |
| 6  | Fatih Cihan       | C     | 16 dicembre 1991 | Turchia              |
| 7  | Murilo Radke      | P     | 31 gennaio 1989  | Brasile              |
| 8  | Gökhan Gökgöz     | S     | 6 gennaio 1993   | Turchia              |
| 9  | Uğur Güneş        | C     | 11 agosto 1993   | Turchia              |
| 10 | Emre Batur        | C     | 21 aprile 1988   | Turchia              |
| 11 | Halit Kurtuluş    | C     | 26 giugno 2002   | Turchia              |
| 14 | Fatih Yörümez     | L     | 11 marzo 2000    | Turchia              |
| 15 | Metin Toy         | O     | 3 maggio 1994    | Turchia              |
| 16 | Berk Dilmenler    | O     | 29 luglio 2004   | Turchia              |
| 17 | Burak Çevik       | L     | 14 febbraio 1997 | Turchia              |
| 18 | Dmitrii Bahov     | S     | 23 ottobre 1990  | Moldavia             |
| 20 | Christian Voukeng | C     | 6 novembre 1992  | Camerun              |

## Statistiche

### Statistiche di squadra
| Competizione     | Punti | In casa | In casa | In casa | In trasferta | In trasferta | In trasferta | Totale | Totale | Totale |
| Competizione     | Punti | G       | V       | P       | G            | V            | P            | G      | V      | P      |
| ---------------- | ----- | ------- | ------- | ------- | ------------ | ------------ | ------------ | ------ | ------ | ------ |
| Efeler Ligi      | 46    | 15      | 10      | 5       | 15           | 8            | 7            | 30     | 18     | 12     |
| Coppa di Turchia | 6     | 0       | 0       | 0       | 1            | 0            | 1            | 4      | 2      | 2      |
| Totale           | -     | 15      | 10      | 5       | 16           | 8            | 8            | 34     | 20     | 14     |

G = partite giocate; V = partite vinte; P = partite perse

### Statistiche dei giocatori
| Giocatore    | Campionato | Campionato | Campionato | Campionato | Campionato | Coppa di Turchia | Coppa di Turchia | Coppa di Turchia | Coppa di Turchia | Coppa di Turchia | Totale | Totale | Totale | Totale | Totale |
| Giocatore    | P          | PT         | AV         | MV         | BV         | P                | PT               | AV               | MV               | BV               | P      | PT     | AV     | MV     | BV     |
| ------------ | ---------- | ---------- | ---------- | ---------- | ---------- | ---------------- | ---------------- | ---------------- | ---------------- | ---------------- | ------ | ------ | ------ | ------ | ------ |
| D. Bahov     | 30         | 327        | 255        | 22         | 50         | 4                | 50               | 38               | 6                | 6                | 34     | 377    | 293    | 28     | 56     |
| E. Batur     | 28         | 187        | 107        | 67         | 13         | 4                | 25               | 17               | 7                | 1                | 32     | 212    | 124    | 74     | 14     |
| E. Can       | 12         | 17         | 14         | 2          | 1          | 1                | 0                | 0                | 0                | 0                | 13     | 17     | 14     | 2      | 1      |
| B. Çevik     | 15         | 0          | 0          | 0          | 0          | 2                | 0                | 0                | 0                | 0                | 17     | 0      | 0      | 0      | 0      |
| F. Cihan     | 19         | 30         | 19         | 9          | 2          | 2                | 6                | 6                | 0                | 0                | 21     | 36     | 25     | 9      | 2      |
| B. Dilmenler | 22         | 53         | 45         | 3          | 5          | 1                | 0                | 0                | 0                | 0                | 23     | 53     | 45     | 3      | 5      |
| H. Dolaşık   | 22         | 3          | 1          | 1          | 1          | 4                | 0                | 0                | 0                | 0                | 26     | 3      | 1      | 1      | 1      |
| C. Ergül     | 16         | 0          | 0          | 0          | 0          | 4                | 0                | 0                | 0                | 0                | 20     | 0      | 0      | 0      | 0      |
| E. Fırat     | 26         | 55         | 42         | 4          | 9          | 4                | 4                | 2                | 1                | 1                | 30     | 59     | 44     | 5      | 10     |
| G. Gökgöz    | 28         | 334        | 270        | 25         | 39         | 4                | 53               | 40               | 5                | 8                | 32     | 387    | 310    | 30     | 47     |
| U. Güneş     | 0          | 0          | 0          | 0          | 0          | 0                | 0                | 0                | 0                | 0                | 0      | 0      | 0      | 0      | 0      |
| H. Kurtuluş  | 23         | 111        | 78         | 25         | 9          | 4                | 26               | 18               | 6                | 2                | 27     | 137    | 96     | 31     | 11     |
| M. Radke     | 30         | 126        | 61         | 43         | 22         | 4                | 15               | 8                | 3                | 4                | 34     | 141    | 69     | 46     | 26     |
| M. Toy       | 28         | 398        | 343        | 27         | 28         | 4                | 71               | 60               | 6                | 5                | 32     | 469    | 403    | 33     | 33     |
| C. Voukeng   | 12         | 99         | 85         | 10         | 4          | -                | -                | -                | -                | -                | 12     | 99     | 85     | 10     | 4      |
| F. Yörümez   | 13         | 0          | 0          | 0          | 0          | -                | -                | -                | -                | -                | 13     | 0      | 0      | 0      | 0      |

P = presenze; PT = punti totali; AV = attacchi vincenti; MV = muri vincenti; BV = battute vincenti